# Chaetocauda sichuanensis
Chaetocauda sichuanensis е вид гризач от семейство Сънливцови (Gliridae).

## Разпространение
Видът е разпространен в Китай (Съчуан).

## Описание
На дължина достигат до 9,2 cm, а теглото им е около 31,5 g.